# Иван Ференбергер
Иван Ференбергер (1511–84) био је аустријски официр. Потиче из кметске тиролске породице, али је храброшћу и ратним заслугама стекао племство.

### Борбе са Турцима
Као сењски капетан (око 1574) истакао се у борбама с Турцима. Од 8 јануара 1578. до новембра 1579. био је као потпуковник на дужности врховног капетана Хрватске крајине и водио је успешне борбе против турских чета које су проваљивале у Покупје. Поразио је турске снаге код Дрежника, а у склопу Кевенхилерове акције заузео је 1. септембра 1578. Цазин и Острожац. Са 2.000 војника штитио је 1579. изградњу тврђаве Карловац и био њен први командант. Касније је био командант Беча.